# 威廉·卡魯什
威廉·卡魯什（英語：William Karush，1917年3月1日—1997年2月22日）是一名美國數學家，加州州立大學北嶺分校的數學教授，因其對卡魯什-庫恩-塔克條件的貢獻而知名。在他的碩士論文中，他是第一個發表這些不等式約束問題必要條件的人，儘管他是在哈羅德·W·庫恩和阿爾伯特·W·塔克發表了一篇開創性的會議論文之後才聲名鵲起。他也曾擔任曼哈頓計畫的物理學家，不過後來他簽署西拉德請願書，並成為和平運動家。

## 外部連結
- 威廉·卡魯什在數學譜系計畫的資料。